# Nantou
Nantou (chiń. 南投; pinyin Nántóu; pe̍h-ōe-jī Lâm-tâu) – miasto w środkowym Tajwanie, siedziba powiatu Nantou. W 2010 roku miasto liczyło 104 083 mieszkańców.
Nantou leży na żyznej równinie aluwialnej. Miasto rozwinęło się pod koniec XVII wieku, stając się centrum handlu ryżem, trzciną cukrową, bananami i pomarańczami pochodzącymi z pobliskich upraw. Ośrodek przemysłu spożywczego, drzewnego i ceramicznego. Nantou posiada połączenie drogowe z miastami Taizhong i Tainan.